# Antonio Díaz (marin)
 (novembre 2020).
Pour les articles homonymes, voir Antonio Díaz.
Le capitaine Antonio Díaz, né en 1784 et mort en 1826, est un capitaine de marine vénézuélien qui s'est illustré au cours de la Guerre d'indépendance du Venezuela.